# Nippon Telegraph and Telephone
Nippon Telegraph and Telephone Corporation (日本電信電話株式会社?, Nippon Denshin Denwa), abbreviato in NTT, è una compagnia telefonica giapponese, tra le maggiori al mondo per quote di mercato e giro d'affari.
In particolare si posiziona al 55º posto nella classifica Fortune Global 500; inoltre è la quarta impresa mondiale di telecomunicazioni in termini di fatturato, ed è infine la quinta società più trattata sui mercati azionari giapponesi dopo la Toyota, la Mitsubishi, la Honda e la Japan Post Holdings a settembre 2019.

## Storia
Nel 1948, durante l'occupazione americana del Giappone, il generale Douglas MacArthur separò le telecomunicazioni dallo stato e l'anno successivo scisse il ministero delle Poste e Telecomunicazioni in due dicasteri, quello delle Poste e quello delle Telecomunicazioni.
Alla fine dell'occupazione americana, nel 1952, il ministero delle telecomunicazioni fu abolito e venne costituita al suo posto
la Nippon Telegraph and Telephone Public Corporation (日本電信電話公社?, Nippon Denshin Denwa Kōsha, abbreviata in  (電電公社?, Den-Den Kōsha)) come azienda monopolista di proprietà statale ma separata dal governo.
Nel 1953 venne fondata la KDD (Kokusai Denshin Denwa Co, in inglese International Telegram and Telephone Company) come monopolista dei collegamenti telegrafici e telefonici con l'estero. Sia la NTT che la KDD erano poste sotto la sorveglianza del Ministero delle Poste (Yūseishō).
La NTT completò la rete nazionale a microonde nel 1958 ed il passaggio alla teleselezione nel 1979.
La società introdusse la telescrivente nel 1956, il telefacsimile nel 1973, la telefonia mobile nel 1979. Il servizio telex raggiunse il suo apice negli anni settanta con 73.000 telescriventi collegate.
L'azienda svolse anche un'intensa attività di ricerca tecnica e fu pioniera nel campo delle microonde, delle fibre ottiche e dei semiconduttori.
L'impresa è stata parzialmente privatizzata nel 1985 per incoraggiare la concorrenza nel mercato nazionale delle comunicazioni; conseguentemente ha modificato la ragione sociale in quella attuale. Al momento della privatizzazione la NTT era l'impresa giapponese con la maggiore capitalizzazione di borsa. 
Nel 1987 la NTT fu oggetto della più grande offerta pubblica iniziale svoltasi fino a quel momento, per 36.8 miliardi di dollari
Un terzo delle azioni è ancora in mano al governo di Tokyo.

## Società controllate e collegate
Come gruppo, è costituita dalle seguenti imprese:
- AutoWeb Communication Inc
- HKNet
- Nippon Telegraph & Telephone East Corp
- Nippon Telegraph & Telephone West Corp
- NTT Communications Corp (NTT Com)
- NTT Communicationware Corp
- NTT Comware Corp
- NTT Data Corp
- NTT DoCoMo Inc
- NTT Facilities Inc
- NTT Finance Japan Co Ltd
- NTT Leasing Co Ltd
- NTT Worldwide Telecommunications Corp
- Dimension Data
- Verio Inc
- goFLUENT Group